# Cratere Firsov
Firsov è un cratere lunare di 51 km situato nella parte nord-occidentale della faccia nascosta della Luna, poco a sud del cratere Lobachevskiy, e a nordovest del Cratere Abul Wáfa.
L'orlo circolare di questa formazione ha un piccolo rigonfiamento lungo il bordo meridionale, e altri piccole sporgenze lungo tutto il lato occidentale. Le pareti interne sono franate, formando una pila di massi lungo tutta la base. Il fondo ha bassa albedo e quasi completamente privo di formazioni.
Il cratere è dedicato all'ingegnere russo Georgij Firsov. 

## Crateri correlati
Alcuni crateri minori situati in prossimità di Firsov sono convenzionalmente identificati, sulle mappe lunari, attraverso una lettera associata al nome.
| Firsov | Coordinate            | Diametro (in km) |
| ------ | --------------------- | ---------------- |
| K      | 2°45′00″N 113°30′36″E | 57,77            |
| P      | 2°37′48″N 111°36′36″E | 15,3             |
| Q      | 1°59′24″N 110°29′24″E | 23,15            |
| S      | 3°20′24″N 110°16′12″E | 104,17           |
| T      | 4°00′00″N 109°11′24″E | 26,83            |
| V      | 5°00′N 111°12′E       | 40,96            |